# Alaska Airlines

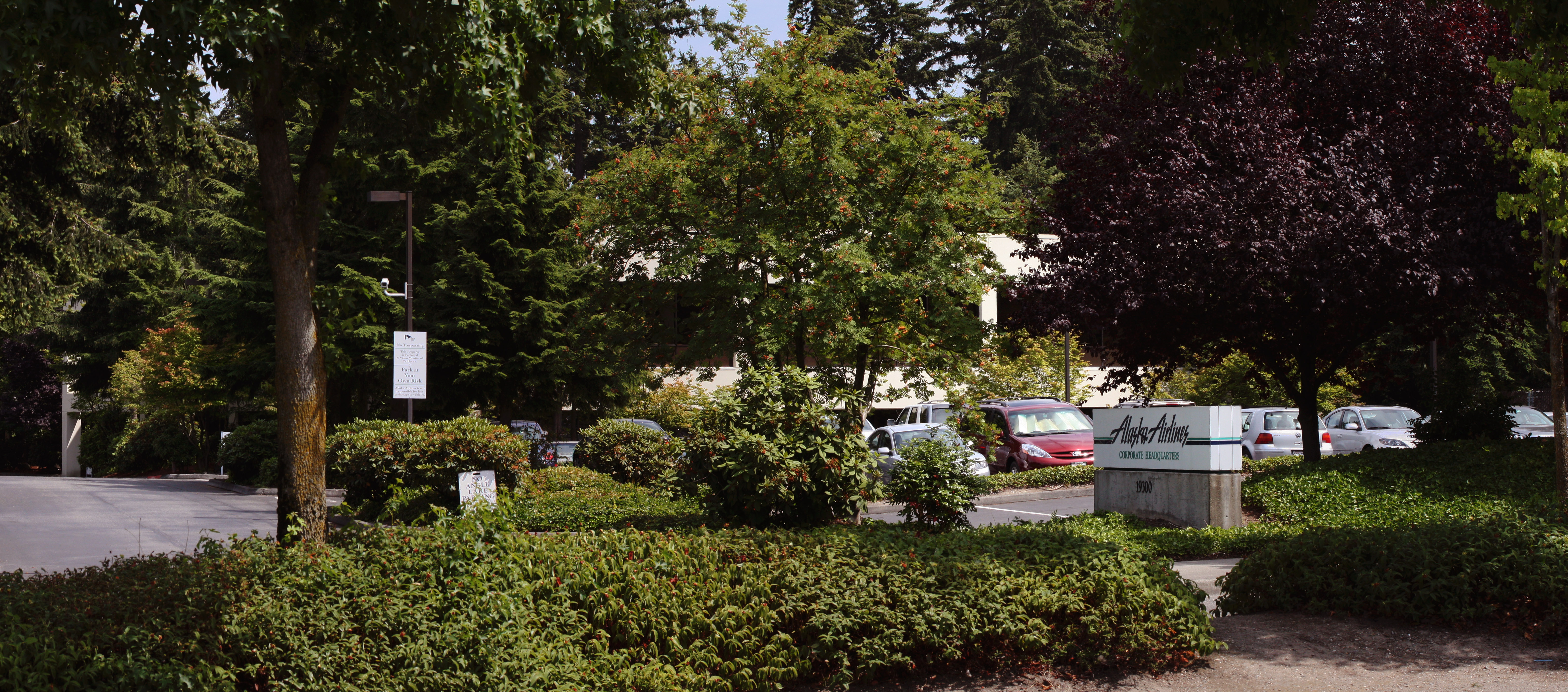
Штаб-квартира авиакомпании Alaska Airlines в СиТак (штат Вашингтон)

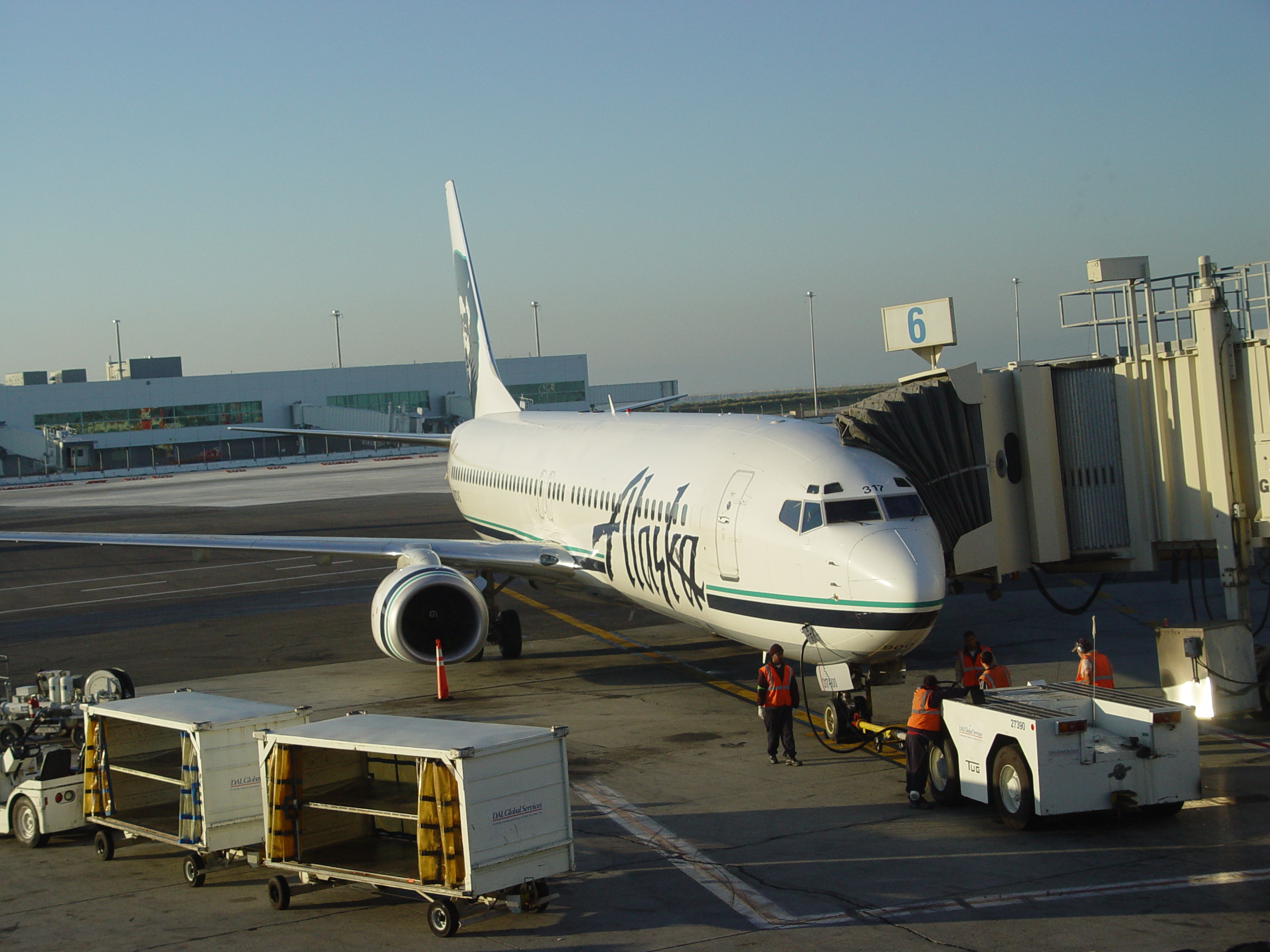
Boeing 737-900 Alaska Airlines в Международном аэропорту Окленда. Компания стала первым оператором данного типа самолётов

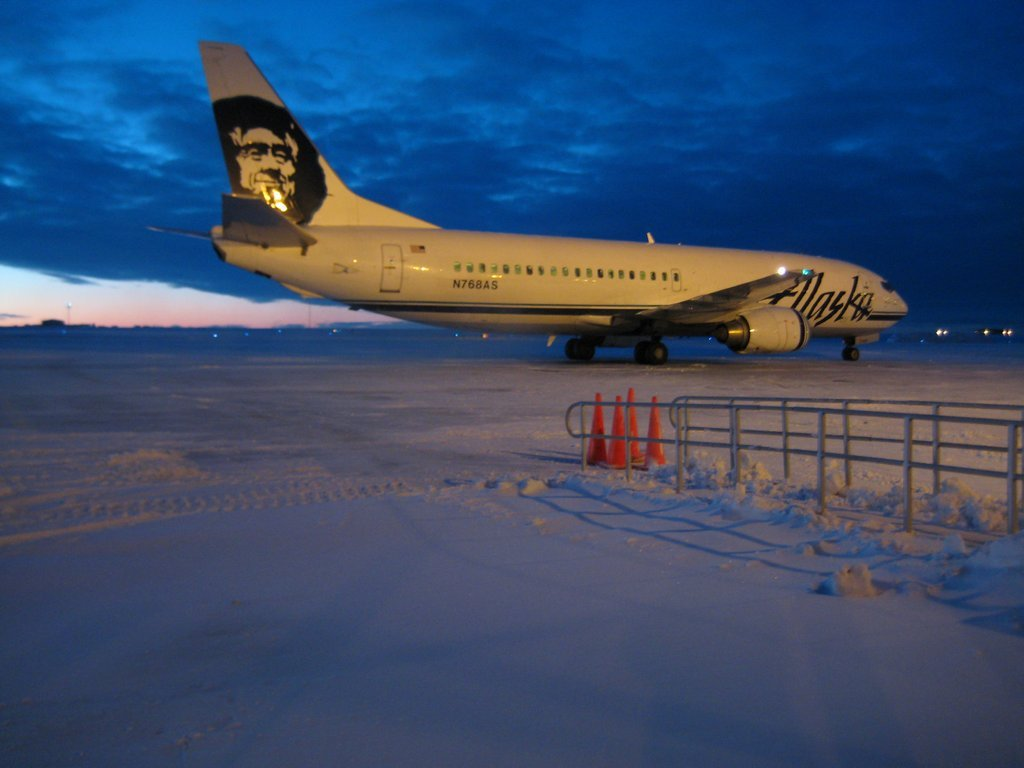
Boeing 737-400 (комбинированный) авиакомпании Alaska Airlines в Аэропорту имени Уили Поста-Уилла Роджерса, Барроу (штат Аляска)

Alaska Airlines (Аляска Эйрлайнс; NYSE: ALK) — магистральная авиакомпания Соединённых Штатов Америки со штаб-квартирой в Ситэке, пригороде Сиэтла (штат Вашингтон), США.
В качестве своих главных транзитных узлов (хабов) авиакомпания использует Международный аэропорт Сиэтл/Такома и Международный аэропорт Анкоридж имени Теда Стивенса, дополнительные хабы находятся в Международном аэропорту Портленд и Международном аэропорту Лос-Анджелеса.

## История
История Alaska Airlines восходит к небольшой авиакомпании McGee Airways, которая в 1932 году открыла первое регулярное воздушное сообщение между Анкориджем и Бристольским заливом, выполняя рейсы на трёхместном самолёте производства фирмы Stinson Aircraft Company. В начале 1940-х годов компания расширяет свою деятельность в штате Аляска, в 1942 году меняет своё название на Alaska Star Airlines, а в 1944 году — на существующее в настоящее время Alaska Airlines. По мнению некоторых экспертов новое название компании существенно повысило её узнаваемость и, соответственно, конкурентоспособность в бизнесе авиаперевозок штата Аляска.
К 1961 году Alaska Airlines полностью обновила парк воздушных судов, заменив турбовинтовые самолёты на реактивные лайнеры Convair 880. После принятия в 1978 году Закона о дерегулировании воздушных перевозок крупные авиакомпании страны были вынуждены уйти с рынка местных воздушных авиасообщений, в связи с чем для обеспечения перевозок между населёнными пунктами Аляски в 1981 году была основана региональная авиакомпания Horizon Air. В 1985 году на базе авиакомпании был создан авиационный холдинг Alaska Air Group, который годом позже поглотил региональных перевозчиков Horizon Air и Jet America Airlines.

### 2020-е годы
Во время пандемии COVID-19 руководство авиакомпании объявило о 30-процентном сокращении количества рабочих мест. В конце 2020 года из около 23 тысяч рабочих мест было сокращено 7 тысяч позиций.
В феврале 2020 года Alaska Airlines анонсировала вступление в глобальный авиационный альянс пассажирских перевозок Oneworld. Официальное вступление в альянс состоялось 31 марта 2021 года.
22 декабря 2020 года авиакомпания подписала соглашение о покупке 23 самолётов Boeing 737 MAX 9.

## Маршрутная сеть
Маршрутная сеть авиакомпании Alaska Airlines охватывает более 92 городов в Соединённых Штатах, Канаде и Мексике. С конца 1960-х годов компания выполняла чартерные перевозки на Дальний Восток СССР, а в 1988 году совершила так называемый «Рейс Дружбы» в посёлок Провидения, ознаменовав тем самым открытие воздушной границы между Советским Союзом и США. С 1991 года Alaska Airlines выполняла самолётами MD-80 регулярные пассажирские рейсы в города российского Дальнего Востока, однако, в 1998 году была вынуждена приостановить полёты по причине экономического кризиса в России.
Alaska Airlines исторически стала крупнейшим авиаперевозчиком западного побережья США и штата Аляска с сильной маршрутной сетью в Сиэтле, Портленде, Области залива Сан-Франциско и Большой области Лос-Анджелеса, при этом в двух последних областях авиакомпания работает во всех крупных аэропортах каждого из девяти районов агломераций.
В 1999 году во флот Alaska Airlines начали поступать новые лайнеры Boeing-737 Next-Generation и авиакомпания стала вводить регулярные рейсы с большей дальностью полётов. В 2000 году открылся маршрут между Анкориджем и Чикаго, а в следующем году авиакомпания получила от Министерства транспорта США исключительные права на слоты беспосадочных рейсов из Сиэтла в Национальный аэропорт Вашингтона. Данный маршрут впоследствии был приостановлен на один год в связи с событиями 11 сентября 2001 года, а в 2004 году открылся ещё один беспосадочный маршрут в Вашингтон из Международного аэропорта Лос-Анджелеса.
С 2002 года авиакомпания последовательно открывала регулярные рейсы в Орландо (2002), Майами (2002), Ньюарк (2002), Бостон (2003) и Даллас. В октябре 2007 года маршрутная сеть перевозчика покрыла Гавайские острова и в настоящее время связывает аэропорты Гонолулу, Лихуэ, Кахулуи и Коны c Сиэтлом и аэропорты Гонолулу и Кахулуи с Международным аэропортом Анкориджа имени Теда Стивенса. Компания также выполняет на Гавайи ряд регулярных рейсов из других своих хабов в аэропортах Портленда и Окленда. В 2009 году Alaska Airlines запустила постоянные маршруты из Сиэтла в Международный аэропорт Миннеаполис/Сент-Пол, Аэропорт Кона и Международный аэропорт Остин. 23 сентября 2009 года открылся новый рейс из Сиэтла в Аэропорт Хьюстон Интерконтинентал, ровно через месяц ещё один рейс Сиэтл-Международный аэропорт Хартсфилд-Джексон (Атланта), а в середине ноября того же года — сразу два рейса из Окленда в Кахулуи и Кону (Гавайские острова). 10 ноября 2009 года авиакомпания объявила о запланированном на март 2010 года открытии беспосадочных маршрутов из Международного аэропорта Сан-Хосе в аэропорты Коны и Кахулуи и рейса из Международного аэропорта Сакраменто в Кахулуи. Перечисленные рейсы в Окленде, Сакраменто, Коне и Кахулуи являются некоторым нонсенсом в авиационной индустрии Соединённых Штатов, где к настоящему времени закрепилось правило, заключающееся в сосредоточении маршрутных сетей авиакомпаний по принципу «колеса и спиц» вокруг их главных и вторичных транспортных узлов (хабов). Несмотря на ряд сложностей и экономических проблем в авиационной отрасли с начала XXI века, авиакомпания Alaska Airlines показывает впечатляющий рост собственной маршрутной сети, составляющий порядка 40 процентов за последнее десятилетие.
Авиакомпания Alaska Airlines входит в авиационный холдинг Alaska Air Group, при этом маршрутные сети всех перевозчиков холдинга тесно интегрированы друг с другом на магистральных, региональных и местных направлениях.
До 2021 года Alaska Airlines не входила ни в один из глобальных авиационных альянсов пассажирских перевозок, однако имела партнёрские соглашения с рядом авиакомпаний из трёх основных авиаальянсов. Условия бонусной программы «Mileage Plan» поощрения часто летающих пассажиров Alaska Airlines распространялись на рейсы авиакомпаний Delta Air Lines, Korean Air, Air France/KLM альянса SkyTeam, American Airlines, British Airways, Cathay Pacific, Qantas альянса Oneworld и другие. Alaska Airlines также работала в партнёрском соглашении с магистральной авиакомпанией Continental Airlines вплоть до выхода её из альянса SkyTeam и вступления 25 октября 2009 года в глобальный альянс авиаперевозчиков Star Alliance.

## Флот
В июле 2021 года воздушный флот авиакомпании Alaska Airlines составляли следующие самолёты:
| Тип самолёта               | В эксплуатации        | Заказано              | Пассажирских мест     | Пассажирских мест     | Пассажирских мест     | Пассажирских мест     | Примечания                                 |
| Тип самолёта               | В эксплуатации        | Заказано              | F                     | Y+                    | Y                     | Всего                 | Примечания                                 |
| Пассажирский флот а/к      | Пассажирский флот а/к | Пассажирский флот а/к | Пассажирский флот а/к | Пассажирский флот а/к | Пассажирский флот а/к | Пассажирский флот а/к | Пассажирский флот а/к                      |
| -------------------------- | --------------------- | --------------------- | --------------------- | --------------------- | --------------------- | --------------------- | ------------------------------------------ |
| Airbus A320-200            | 44                    | —                     | 12                    | 24                    | 114                   | 150                   | Будут выведены из эксплуатации к 2023 году |
| Airbus A321neo             | 10                    | —                     | 16                    | 24                    | 150                   | 190                   |                                            |
| Boeing 737-700             | 11                    | —                     | 12                    | 18                    | 94                    | 124                   |                                            |
| Boeing 737-800             | 61                    | —                     | 12                    | 30                    | 117                   | 159                   |                                            |
| Boeing 737-900             | 12                    | —                     | 16                    | 24                    | 138                   | 178                   |                                            |
| Boeing 737-900ER           | 79                    | —                     | 16                    | 24                    | 138                   | 178                   |                                            |
| Boeing 737 MAX 9           | 5                     | 77                    | 16                    | 24                    | 138                   | 178                   | Частично на замену самолётов Airbus A320   |
| Грузовой флот а/к          |                       |                       |                       |                       |                       |                       |                                            |
| Boeing 737-700F            | 3                     | —                     | Грузовая конфигурация | Грузовая конфигурация | Грузовая конфигурация | Грузовая конфигурация |                                            |
| Флот Horizon Air и SkyWest |                       |                       |                       |                       |                       |                       |                                            |
| Bombardier Q400            | 32                    | —                     | —                     | —                     | 76                    | 76                    | Оператор Horizon Air                       |
| Embraer 175                | 30                    | 9                     | 12                    | 12                    | 52                    | 76                    | Оператор Horizon Air                       |
| Embraer 175                | 32                    | 8                     | 12                    | 12                    | 52                    | 76                    | Оператор SkyWest Airlines                  |
| Всего                      | 319                   | 94                    |                       |                       |                       |                       |                                            |

## Услуги и сервис

### Залы ожидания Board Room
Авиационный холдинг Alaska Air Group использует собственную торговую марку «Board Room» для обозначения собственных залов ожидания в аэропортах. В настоящее время залы «Board Room» расположены в шести аэропортах западного побережья: Анкоридже, Лос-Анджелесе, Портленде, Сан-Франциско, Сиэтле и Ванкувере. Пассажиры — члены программы «Board Room» могут использовать сервис программы «SKY CLUB» авиакомпании Delta Air Lines в аэропортах по всей стране. Условия вступления в программу «Board Room» находятся в весьма широком диапазоне выбора: от однодневного сервиса, разовая цена по которому составляет 30 долларов США, до 850 долларов за непрерывное членство в программе в течение трёх лет. Пассажиры, обладающие статусом «MVP» (см. ниже) получают 50-процентную скидку на тарифы вступления в программу «Board Room», а пассажиры со статусом «MVP Gold» вовсе освобождаются от вступительных взносов в данной программе. Тем не менее, обе категории привилегированных пассажиров не освобождаются от ежегодных членских взносов.

### Программа Mileage Plan
Холдинг Alaska Air Group имеет собственную бонусную программу поощрения часто летающих пассажиров «Mileage Plan», распространяющуюся на авиакомпании Alaska Airlines и Horizon Air холдинга, а также на пассажиров авиакомпаний-членов глобальных авиационных альянсов Oneworld (American Airlines, British Airways, Cathay Pacific, LAN Airlines, Qantas), SkyTeam (Air France, Delta Air Lines, Northwest Airlines), а также на пассажиров компаний Air Pacific, Era Aviation, Frontier Alaska, Mokulele Airlines и PenAir. Получение статуса «MVP» и «MVP Gold» автоматически дают право на использование высших привилегий программы «Mileage Plan».
Бонусная программа не подразумевает членских взносов, вступление в неё происходит автоматически при достижении пассажиром определённого налёта в течение 24-х последних месяцев. Более того, если в течение девяти месяцев после вступления пассажира в «Mileage Plan» им не накапливается необходимых миль полётов или в течение 24-х месячного периода не совершается полётов вообще, членство в бонусной программе аннулируется автоматически.

### MVP и MVP Gold
Программы «MVP» и «MVP Gold» являются бонусными программами поощрения часто летающих пассажиров высшего уровня и основаны на расчётах полётов пассажиров в течение последнего календарного года. В числе стандартных привилегий пассажиры — члены программ «MVP» и «MVP Gold» не оплачивают вступительные взносы в «Board Room», имеют полные привилегии бонусной программы «Mileage Plan», начисляемые дополнительные мили, бесплатные полёты, приоритеты на регистрации билетов и посадке в самолёт и возможность улучшения класса перелёта.

#### MVP
Пассажир достигает статуса «MVP» в случае накопления им 20 тысяч миль на рейсах Alaska Airlines и Horizon Air, либо 25 тысяч миль на рейсах Alaska Airlines, Horizon Air, American Airlines, Delta Air Lines, KLM, Air France, LAN Airlines и Northwest Airlines, либо иными комбинациями полётов на рейсах авиакомпаний, с которыми у Alaska Airlines заключены партнёрские код-шеринговые договоры. Пассажиры-владельцы статуса «MVP» за 48 часов до вылета имеют право улучшить класс комфортности полёта с экономического до первого класса за счёт накопленных миль в бонусных программах.

#### MVP Gold
Золотой статус «MVP Gold» присваивается пассажирам при накоплении 40 тысяч миль на рейсах Alaska Airlines и Horizon Air, либо 50 тысяч миль на рейсах Alaska Airlines, Horizon Air, American Airlines, Delta Air Lines, KLM, Air France, LAN Airlines, Northwest Airlines, либо 60 полётов в одном направлении, или другими вариантами в комбинации с бонусной программой «Mileage Plan». Членство в «MVP Gold» даёт право на 100-процентный бонус в дополнительных милях, приоритет на регистрации в Первый класс, приоритетное право на посадку в самолёты Alaska Airlines и Horizon Air. Пассажиры, имеющие статус «MVP Gold», могут повысить класс обслуживания своего билета с Y, S, B, M, H до уровня Первого класса в любое время, до более низких уровней — за 72 часа до вылета своего рейса. В течение 12 месяцев владельцам «MVP Gold» предоставляется 4 бесплатных возможности повысить класс обслуживания и для своих знакомых, не являющимся членами данной программы. Бонус на 50 тысяч миль предоставляется владельцам статуса «MVP Gold», накопивших 75 тысяч миль на рейсах вышеперечисленных авиакомпаний, либо пассажирам, совершившим данными компаниями сто полётов в один пункт назначения.

### Питание на борту
Пассажирам салонов первого класса во время полёта предоставляется бесплатное питание или лёгкие закуски, в зависимости от протяжённости рейса. В 2006 году авиакомпания анонсировала собственную программу «Northern Bites» на рейсах более трёх часов и на всех трансконтинентальных рейсах, в рамках которой пассажиры могут заказывать собственное меню питания в течение полёта. В рамках этой же программы авиакомпания предлагает различные стандартные наборы «Picnic Packs» на всех своих рейсах, вне зависимости от их протяжённости и направления полётов.

### Система развлечений
- Авиакомпания Alaska Airlines признана Международной ассоциацией сферы развлечений на воздушном транспорте в качестве первого авиаперевозчика, запустившего в октябре 2003 года систему развлечений в полёте, которая основывалась на переносных жёстких дисках аудио- и видео- по запросу и обеспечивала трансляцию различных фильмов, аудиозаписей и телевизионных программ[35]. Техническое устройство digEplayer было придумано и разработано бывшим грузчиком багажа (впоследствии совладельцем авиакомпании Mokulele Airlines) Биллом Бойером младшим[36][37][38].
- Сервис digEplayer доступен на большинстве дальних рейсов авиакомпании, при этом пассажиры первого класса пользуются данной услугой бесплатно, пассажиры остальных классов могут пользоваться сервисом системы развлечений за отдельную плату[39].

### Интернет на борту
В 2009 году авиакомпания начала процедуру испытания предоставления на собственных рейсах услуг широкополосного доступа в сеть Интернет.

## Партнёрские соглашения

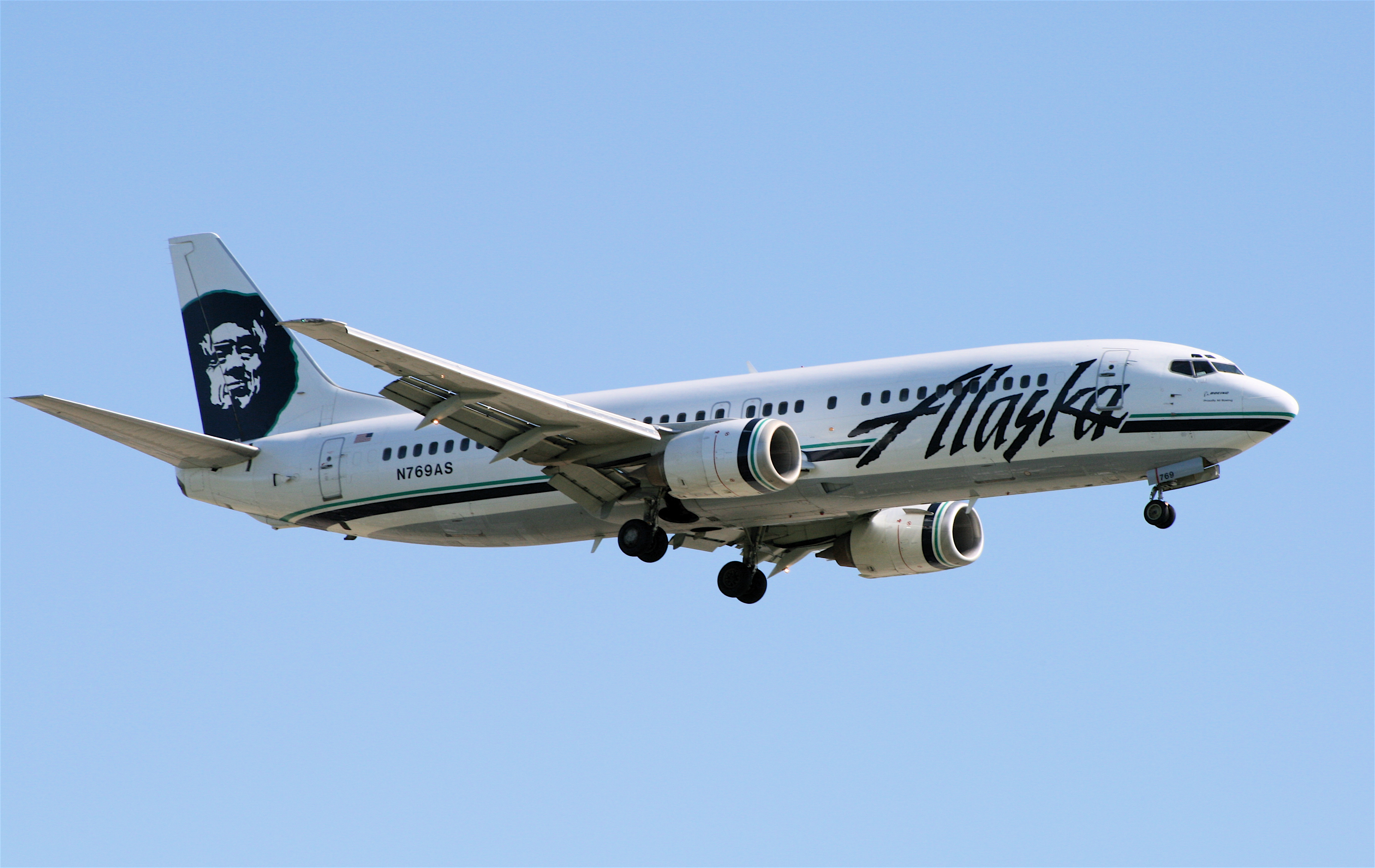
Boeing 737-400 Alaska Airlines в заходе на посадку в Международном аэропорту Ванкувера

8 июля 2008 года Alaska Airlines подписала код-шеринговый договор с авиакомпанией Frontier Flying Service, входящей в авиационный холдинг Frontier Alaska. Договор вступил в силу осенью того же года.
В октябре 2008 года было объявлено о том, что с начала 2009 года рейсы авиакомпаний Alaska Airlines и Horizon Air будут включены в единую тарифную политику Global Explorer глобального альянса пассажирских перевозок Oneworld.
В ноябре 2008 года руководство авиакомпании объявило о взаимных с магистральным перевозчиком Delta Air Lines намерениях по установлению долгосрочных партнёрских отношений между авиакомпаниями в рамках дальнейшего развития партнёрства между Alaska Airlines и Northwest Airlines, которая к середине 2010 года должна полностью войти в состав Delta Air Lines. Частью данного соглашения явилось предоставление пассажирам-членам бонусных программ «Delta Crown Room» (Delta Air Lines) и «WorldClub» (Northwest Airlines) полных привилегий в залах повышенной комфортности «Board Room» компании Alaska Airlines в международных аэропортах Анкориджа, Сиэтла, Лос-Анджелеса, Портленда, Сан-Франциско и Ванкувера. В свою очередь, пассажиры-члены программы «Board Room» получили право обслуживания в залах повышенной комфортности программ «Delta Crown Room» и «WorldClub». Впоследствии руководство Delta Air Lines заявило о слиянии инфраструктуры своей программы с программой «WorldClub» и создании на их базе совершенно новой бонусной программы «Delta Sky Club». Другой главной частью партнёрского соглашения стало признание к концу 2009 года общих бонусов по накопленным милям пассажиров-членов соответствующих программ Delta SkyMiles и Mileage Plan обеих авиакомпаний. Соглашение с Delta Air Lines действовало до начала 2021 года.
В мае 2009 года Alaska Airlines подписала ещё один договор о партнёрстве с авиакомпанией Air Pacific, базирующейся на островах Фиджи.

### Код-шеринговые соглашения
В качестве полноправного члена альянса Oneworld Alaska Airlines имеет код-шеринговые соглашения и договоры о партнёрстве в рамках бонусных программ со следующими авиакомпаниями:
- Aer Lingus
- American Airlines
- British Airways
- Cathay Pacific
- Condor Airlines
- El Al
- Emirates Airline
- Fiji Airways
- Finnair
- Hainan Airlines
- Iberia
- Icelandair
- Japan Airlines
- Korean Air
- LATAM Chile
- Malaysia Airlines
- Qantas
- Qatar Airways
- Royal Air Maroc
- Royal Jordanian
- S7 Airlines
- Singapore Airlines
- SriLankan Airlines

## Ливреи самолётов

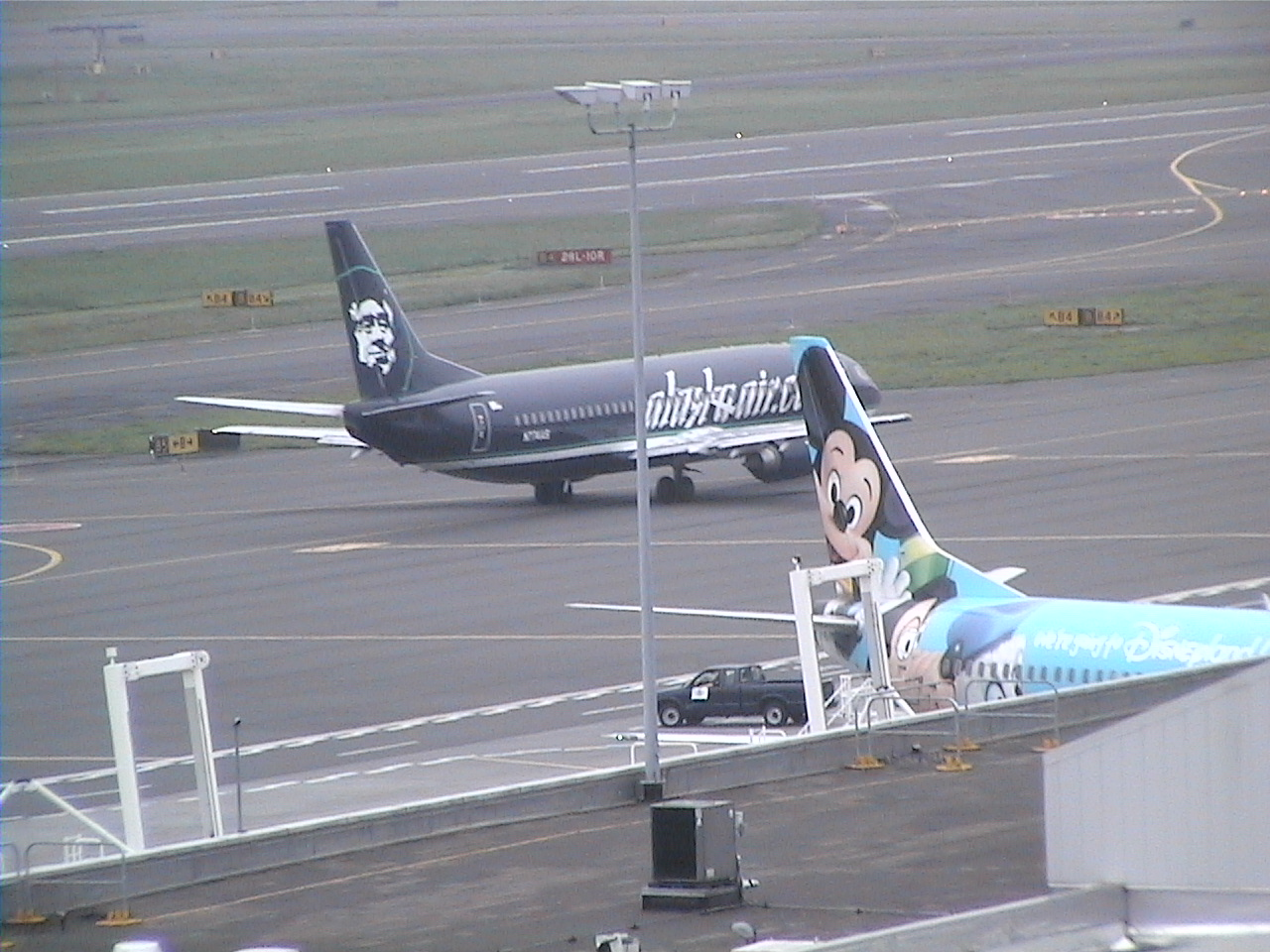
Самолёты «alaskaair.com» и «Spirit of Disneyland» в Международном аэропорту Портленда

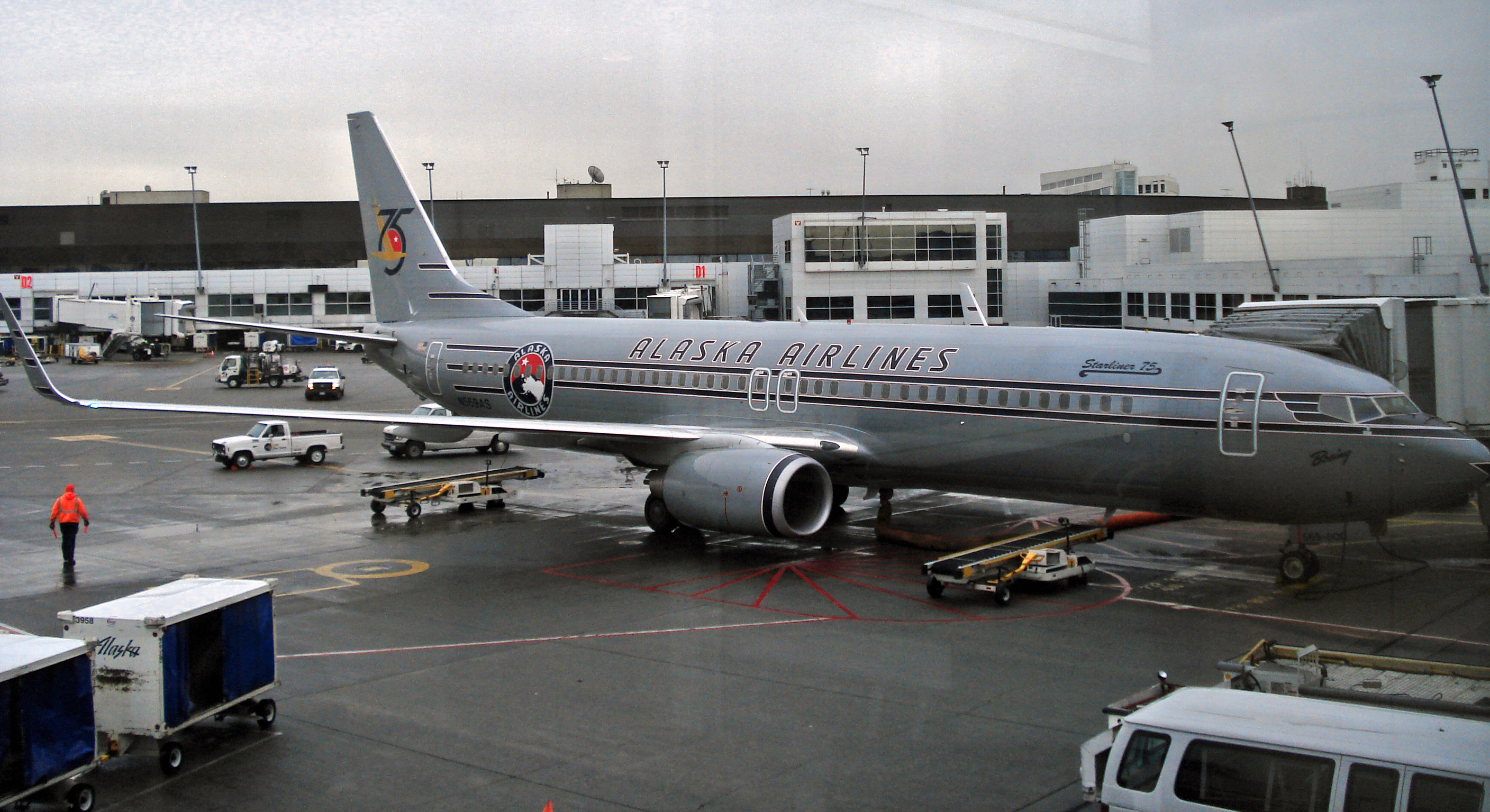
Boeing 737-800 в ливрее, посвящённой 75-летию авиакомпании, в Международном аэропорту Сиэтл/Такома, 2009 год

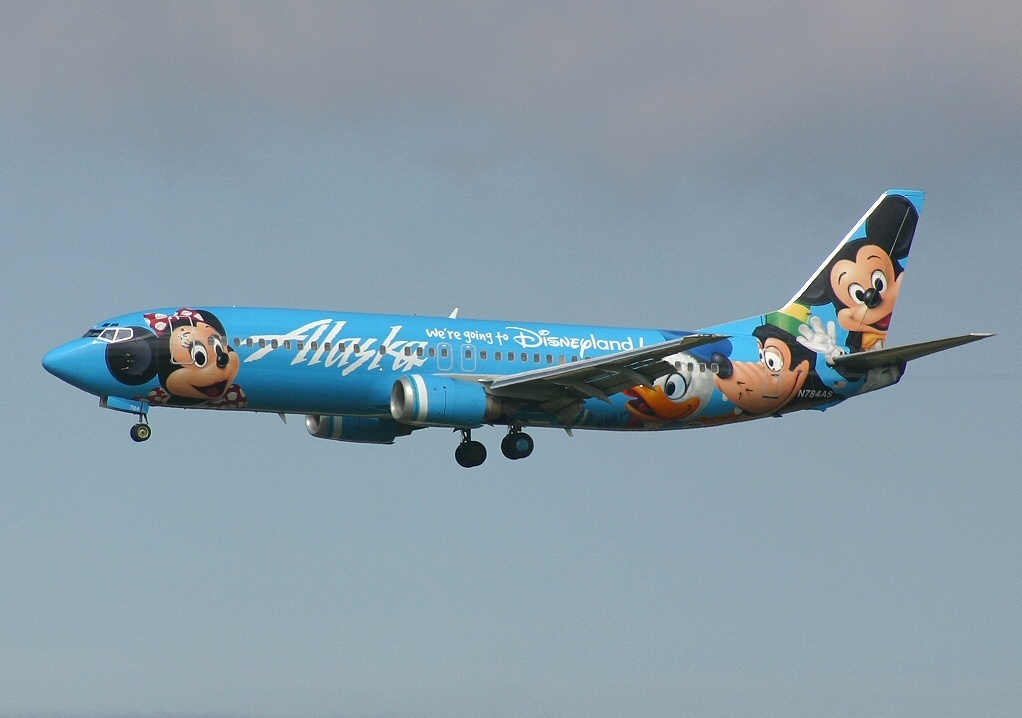
Boeing 737-400 «Дух Диснейленда» в международном аэропорту Сиэтл/Такома

Первоначально дизайн ливреи самолётов Alaska Airlines включал в себя фигурную роспись золотым цветом слова «ALASKA» на хвостах лайнеров. С конца 1970-х по начало 1980-х годов к раскраске было добавлено изображение лица коренного жителя Аляски, которое используется в дизайне самолётов авиакомпании и в настоящее время. В 1988 году руководство компании наняло дизайнерскую фирму для разработки новой ливреи своих лайнеров, в результате чего появилось стилизованное изображение горной гряды штата Аляска, заменившее изображение лица эскимоса на хвостах самолётов. Некоторое время спустя авиакомпания вернулась к своему прежнему оригинальному дизайну, поскольку новая ливрея вызывала массовое недовольство коренных жителей Аляски.
В настоящее время большинство воздушных судов авиакомпании окрашены в белый цвет с толстой чёрной и тонкой голубой полосами вдоль всего фюзеляжа, стилизованной надписью «Alaska» по обеим сторонам самолёта и портретом коренного жителя Аляски (эскимоса) на вертикальных стабилизаторах лайнеров. Авиакомпания также используется несколько специальных дизайнов фюзеляжей на нескольких своих самолётах:
- два лайнера Boeing 737-400 окрашены в цветовую схему корпорации Диснея:
  - «Magic of Disneyland» с изображением сказочной феи Динь-Динь, ливрея создана в честь празднования 50-летия Диснейленда. Регистрационный номер самолёта — N791AS[49],
  - «Spirit of Make-A-Wish». Ливрея создана совместно с некоммерческим фондом медицинской помощи детям Make-a-Wish Foundation и несёт изображение джинна из диснеевского мультфильма Аладдин 1992 года выпуска. Регистрационный номер самолёта — N706AS[49];
- лайнер Boeing 737-400 с регистрационным номером N792AS раскрашен в виде гигантского лосося и в авиационной индустрии известен, как «Лосось-Тридцать-Лосось»[49];
- в ливрее самолёта Boeing 737-800 (регистрационный номер N548AS) применён эффект обратной цветовой схемы, в которой всё изображение (кроме портрета эскимоса на вертикальном стабилизаторе) отображено в негативе по отношению к основной цветовой схеме. По бокам фюзеляжа самолёта надпись «alaskaair.com»[49];
- самолёт Boeing 737-800 с регистрационным номером N569AS, который называют «Старлайнер 75», раскрашен в цвета и имеет стиль самого первого логотипа авиакомпании в честь празднования её 75-летия. Помимо этого, на фюзеляже под иллюминаторами кабины экипажа нарисовал логотип концерна Boeing, применявшийся им 75 лет назад[49];
- на вертикальных стабилизаторах девятнадцати самолётов Boeing 737-800 шею эскимоса украшает гавайские леи, подчёркивая тем самым, что лайнеры сертифицированы для полётов на Гавайские острова;
- Boeing 737-800 с регистрационным номером N512AS имеет на фюзеляже надпись «Spirit of Seattle» («Дух Сиэтла») и представляет собой комбинацию дизайнов ливрей Alaska Airlines и корпорации Boeing: сам фюзеляж окрашен в цвета Boeing, а задняя часть самолёта и вертикальный стабилизатор раскрашены в стиле Alaska Airlines. Столь необычная дизайнерская находка призвана подчеркнуть использование авиакомпанией только самолётов корпорации Boeing, а также факт происхождения обеих компаний из одного американского города Сиэтла (Boeing был основан в Сиэтле и выполняет окончательную сборку пассажирских самолётов в его пригороде);
- ливрея лайнера Boeing 737-400 с регистрационным номером N705AS содержит изображения собачьих упряжек каюров, каноэ коренных жителей Аляски, медведя, кита и надписи «We’re all pulling together» («Мы все едины») в честь 50-летнего юбилея штата Аляска. Уникальный стиль ливреи, получивший прозвище «Дух государственности Аляски», был создан 16-летней студенткой из Ситки Ханной Гамберг[50];
- один Boeing 737-800 несёт изображение американского конькобежца Аполо Оно, как «народную поддержку» спортсмена на предстоящих Зимних Олимпийских играх 2010 года;
- ливрея самолёта Boeing 737—900 с регистрационным номером N318AS изображает Микки-Мауса и других известных персонажей диснеевских мультфильмов. Самолёт в своём роде заменил собой выведенный в конце ноября 2009 года из эксплуатации Boeing 737-400 «Дух Диснейленда» и получил неофициальное прозвище «Дух Диснейленда II»[49].

## Авиапроисшествия и несчастные случаи
- 30 ноября 1947 года самолёт Douglas C-54A (регистрационный номер NC91009), следовавший регулярным рейсом 009 Анкоридж—Якутат—Сиэтл после попытки совершить посадку в Международном аэропорту Сиэтл/Такома вследствие плохой видимости был вынужден уйти на второй круг. На втором заходе лайнер приземлился в 820 метрах до начала взлётно-посадочной полосы, проехал по ней, вышел за пределы ВПП и, задев проезжающую по автотрассе машину, свалился в кювет и загорелся. Погибли 8 человек из 28 находившихся на борту самолёта и водитель автомобиля. Причиной авиакатастрофы определена ошибка пилота[51].
- 20 января 1949 года самолёт Douglas DC-3, выполнявший рейс 008 Хомер—Кенай разбился в 14 километрах к западу от путевой трассы в направлении аэропорта Кенай. Из шести человек, находившихся на борту, погибло пятеро.
- 8 августа 1954 года самолёт Douglas DC-3, выполнявший рейс из Мак-Грат в Колорадо-Крик (штат Аляска), врезался в склон горы в 40 километрах к северо-западу от аэропорта вылета. На борту находились два пилота, оба погибли.
- 2 марта 1957 года лайнер Douglas C-54B (регистрационный номер N90449), следовавший рейсом 100 Сиэтл-Фэрбанкс-Сиэтл, разбился в горах в шести километрах от населённого пункта Блайн (штат Вашингтон). Причиной катастрофы стала ошибка навигации и неправильное решение пилота вести самолёт на небольшой высоте в горной местности[52].
- 21 июля 1961 года самолёт Douglas DC-6A (регистрационный номер N6118C), следовавший рейсом из Сиэтла в Шимиа (Аляска) разбился, не долетев до взлётно-посадочной полосы аэропорта назначения. Главной причиной катастрофы стали халатные действия диспетчера аэропорта, забывшего включить огни освещения достаточно короткой полосы в ночное время. Погибли все шесть человек на борту[53].
- 4 сентября 1971 года самолёт Boeing 727—193, совершавший регулярный рейс 1866 Анкоридж-Кордова-Якутат-Джуно-Ситка, врезался в хребет горы Чилкат в 30 километрах от Международного аэропорта Джуно. Погибли все семь членов экипажа и 104 пассажира на борту. Катастрофа произошла по причине получения экипажем неверной навигационной информации, что привело к слишком раннему снижению в условиях захода на посадку самолёта по приборам[53].
- 5 апреля 1976 года, самолёт Boeing 727-81 (регистрационный N124AS), следовавший рейсом 60 из Джуно в Кетчикан, при совершении посадки в аэропорту назначения вышел за пределы взлётно-посадочной полосы. КВС принял неверное (поскольку заход на посадку шёл в штатном режиме) решение уйти на второй круг, что привело к приземлению лайнера за контрольной точкой ВПП со скоростью, превышающей максимально допустимую при посадке лайнера B-727. Один пассажир скончался от сердечного приступа, остальные 53 находившиеся на борту самолёта остались живы[54].
- 13 марта 1990 года, лайнер Boeing 727—227 (регистрационный N271AF), выполнявший рейс из Финикса в Тусон во время выполнения взлёта сбил человека на взлётно-посадочной полосе. По неподтверждённым данным погибший был пациентом находящейся вблизи аэропорта психиатрической лечебницы. Каким образом он попал на ВПП 26L (в настоящее время — 25R) аэропорта комиссии по расследованию причин инцидента выяснить не удалось.

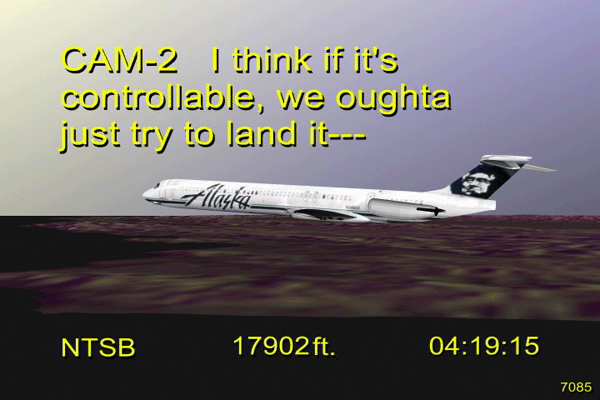
Реконструкция катастрофы самолёта рейса 261 (регистрационный номер N963AS)

- 31 января 2000 года, рейс 261 Пуэрто-Вальярта (Мексика)—Сан-Франциско (Калифорния). Самолёт MD-83 (регистрационный номер N963AS) при попытке совершить аварийную посадку в Международном аэропорту Лос-Анджелес упал в океан вблизи населённого пункта Пойнт-Мугу[англ.] (штат Калифорния). Погибли все 88 человек на борту. Проведённое комиссией Национального агентства безопасности на транспорте США расследование показало, что в последние 11 минут полёта пилоты пытались справиться с заклинившим рулём горизонтального стабилизатора, отказавшим вследствие недостаточной смазки винтового домкрата стабилизатора. Экипаж направил лайнер на аварийную посадку в аэропорт Лос-Анджелеса, однако, в процессе снижения самолёт вошёл в неуправляемый штопор и в перевёрнутом положении рухнул в океан. Данная катастрофа вместе с инцидентом авиакомпании ValuJet стала причиной серьёзного усиления надзорной деятельности за техническим обслуживанием самолётов всех авиакомпаний Соединённых Штатов[55].
- 26 декабря 2005 года, самолёт MD-83, следовавший регулярным рейсом 536 из Сиэтла в Бербанк (Калифорния) был вынужден вернуться в Международный аэропорт Сиэтл/Такома и произвести аварийную посадку. Причиной инцидента стало образовавшееся отверстие в фюзеляже, в результате чего самолёт потерял давление внутри салона. О пострадавших не сообщалось. По словам пресс-секретаря Национального агентства безопасности на транспорте Джима Страсакера, повреждение фюзеляжу самолёта причинили грузчики аэропорта Сиэтла, перегружавшими багаж пассажиров у гейта аэровокзала[56][57].
- 1 февраля 2013 года, самолёт Boeing 737, следовавший рейсом Лас-Вегас — Сиэтл был вынужден совершить экстренную посадку в Портленде. Причиной таких действий стало потеря сознания КВС. Выполнение посадки осуществлялось в одиночку вторым пилотом.
- 5 января 2024 года при вылете из аэропорта Портленда произошла взрывная разгерметизация салона самолёта Boeing 737 MAX 9. Одна из аварийных дверей салона внезапно отделилась от корпуса воздушного судна, в проём вылетело одно из ближайших к аварийному выходу кресел, а также часть из личных вещей пассажиров. Самолёт экстренно начал возвращение к аэропорту вылета, благополучно приземлившись через 20 минут после вылета. Полёты всех 65 самолётов Боинг 737 MAX 9 авиакомпании Alaska Airlines приостановлены[58].